# Stenocercus
Genre
Synonymes
- Proctotretus Duméril & Bibron, 1837
- Ophryoessoides Duméril, 1851

Stenocercus est un genre de sauriens de la famille des Tropiduridae.

## Répartition
Les 68 espèces de ce genre se rencontrent en Amérique du Sud.

## Liste des espèces
Selon The Reptile Database (12 juin 2017) :
- Stenocercus aculeatus (O’Shaughnessy, 1879)
- Stenocercus albolineatus Teixeira, Prates, Nisa, Silva-Martins, Strüssmann & Rodrigues, 2015
- Stenocercus amydrorhytus Köhler & Lehr, 2015
- Stenocercus angel Torres-Carvajal, 2000
- Stenocercus angulifer (Werner, 1901)
- Stenocercus apurimacus Fritts, 1972
- Stenocercus arndti Venegas, Echevarria & Alvarez, 2014
- Stenocercus azureus (Müller, 1880)
- Stenocercus boettgeri Boulenger, 1911
- Stenocercus bolivarensis Castro & Ayala, 1982
- Stenocercus cadlei Torres-Carvajal & Mafla-Endara, 2013
- Stenocercus caducus (Cope, 1862)
- Stenocercus carrioni Parker, 1934
- Stenocercus chinchaoensis Venegas, Duran & Garcia-Burneo, 2013
- Stenocercus chlorostictus Cadle, 1991
- Stenocercus chota Torres-Carvajal, 2000
- Stenocercus chrysopygus Boulenger, 1900
- Stenocercus crassicaudatus (Tschudi, 1845)
- Stenocercus cupreus Boulenger, 1885
- Stenocercus doellojuradoi (Freiberg, 1944)
- Stenocercus dumerilii (Steindachner, 1867)
- Stenocercus empetrus Fritts, 1972
- Stenocercus erythrogaster (Hallowell, 1856)
- Stenocercus eunetopsis Cadle, 1991
- Stenocercus festae (Peracca, 1897)
- Stenocercus fimbriatus Avila-Pires, 1995
- Stenocercus formosus (Tschudi, 1845)
- Stenocercus frittsi Torres-Carvajal, 2005
- Stenocercus guentheri (Boulenger, 1885)
- Stenocercus haenschi (Werner, 1901)
- Stenocercus huancabambae Cadle, 1991
- Stenocercus humeralis (Günther, 1859)
- Stenocercus imitator Cadle, 1991
- Stenocercus iridescens (Günther, 1859)
- Stenocercus ivitus Fritts, 1972
- Stenocercus johaberfellneri Köhler & Lehr, 2015
- Stenocercus lache Corredor, 1983
- Stenocercus latebrosus Cadle, 1998
- Stenocercus limitaris Cadle, 1998
- Stenocercus marmoratus (Duméril & Bibron, 1837)
- Stenocercus melanopygus Boulenger, 1900
- Stenocercus modestus (Tschudi, 1845)
- Stenocercus nigromaculatus Noble, 1924
- Stenocercus nubicola Fritts, 1972
- Stenocercus ochoai Fritts, 1972
- Stenocercus omari Venegas, Echevarría, García-Burneo & Koch, 2016
- Stenocercus orientalis Fritts, 1972
- Stenocercus ornatissimus (Girard, 1858)
- Stenocercus ornatus (Gray, 1845)
- Stenocercus pectinatus (Duméril & Bibron, 1835)
- Stenocercus percultus Cadle, 1991
- Stenocercus praeornatus Fritts, 1972
- Stenocercus prionotus Cadle, 2001
- Stenocercus puyango Torres-Carvajal, 2005
- Stenocercus quinarius Nogueira & Rodrigues, 2006
- Stenocercus rhodomelas (Boulenger, 1899)
- Stenocercus roseiventris D’Orbigny, 1837
- Stenocercus santander Torres-Carvajal, 2007
- Stenocercus scapularis (Boulenger, 1901)
- Stenocercus simonsii Boulenger, 1899
- Stenocercus sinesaccus Torres-Carvajal, 2005
- Stenocercus squarrosus Nogueira & Rodrigues, 2006
- Stenocercus stigmosus Cadle, 1998
- Stenocercus torquatus Boulenger, 1885
- Stenocercus trachycephalus (Duméril, 1851)
- Stenocercus tricristatus (Duméril, 1851)
- Stenocercus variabilis Boulenger, 1901
- Stenocercus varius Boulenger, 1885

## Publication originale
- Duméril & Bibron, 1837 : Erpétologie Générale ou Histoire Naturelle Complète des Reptiles. Librairie. Encyclopédique Roret, Paris, vol. 4, p. 1-570 (texte intégral).